# 若山愛美
若山 愛美（わかやま まなみ、1986年12月11日 - ）は、日本の女優。東京都江東区出身。江東区立第四砂町中学校、日本芸術高等学園卒。
所属事務所は、フリーランス。過去には山王プロダクション（2005年まで）、アクシス、ルージュ、JMO、オフィス斬に所属していた。

## 来歴
ミュージカル『美少女戦士セーラームーン』で2002年お正月公演でベルチェ役を演じ、後の2002年夏公演から水野亜美 / セーラーマーキュリー役を2005年まで演じ、初代の森野文子（計382公演）に続く歴代2位の公演数（計185公演 / 2002年1月は除く）を記録した。

## 出演
※太字は主演

### テレビドラマ
- セーラー忍者 VS 吸血一族 （2008年、TOKYO MXTV） - 魔利亜 役
- 月曜ゴールデン 捜査指揮官 水城さや2（2014年1月6日、TBS） - 豊田美奈子 役

### CM
- バンダイ
  - 『金色のガッシュベル!!』（2004年）
  - 『ふしぎ星の☆ふたご姫』（2005年）

### 舞台
- 元禄港歌　（1999年）
- ミュージカル　『美少女戦士セーラームーン』　（2002年1月 - 2005年1月、サンシャイン劇場 他） - ベルチェ 役、水野亜美 / セーラーマーキュリー 役  　※6代目
- Air Studio
  - 『GO, JET!GO!GO!!』（2005年） - あかね / 美月 役
  - 『奴ら〜オレの海よ母よ』（2005年）- サキ 役
  - 『GO, JET!GO!GO!!』（2008年） - 早紀 役

### ダンサー
- 東京湾納涼船（2007年7月 - 9月） - ゆかたダンサーズの一人として出演
- 笑座こんぱる「Dragon Night」（2015年3月 - ）

## 出版

### DVD
- with you 005 若山愛美 （2005年9月25日発売、フォーサイド）
- Angel Kiss 〜若山愛美〜 （2005年11月19日発売、イーネット・フロンティア）[1]
- MERMAID STORY （2008年3月26日発売、ビーエムドットスリー）